# Битти, Стюарт
Стюарт Битти (англ. Stuart Beattie; род. 1972) — австралийский кинорежиссёр и сценарист. 

## Биография
Он поступил в Грамматическую школу Нокса в Сиднее, Новом Южном Уэльсе, где его мать, Сандра, была учительницей языков, а позже в Университет Чарльза Стёрта в Батерсте.

## Фильмография
Во всех фильмах он был сценаристом, кроме тех, которые отмечены
- Джои / Joey (1997)
- Защитник / The Protector (1998)
- Пираты Карибского моря: Проклятие Чёрной жемчужины / Pirates of the Caribbean: The Curse of the Black Pearl (2003)
- Соучастник / Collateral (2004)
- Цена измены / Derailed (2005)
- Посланники / The Messengers (2007)
- 30 дней ночи / 30 Days of Night (2007)
- Каратель: Территория войны / Punisher: War Zone (2008) (переписывание)
- Австралия / Australia (2008)
- Бросок кобры / G.I. Joe: The Rise of Cobra (2009)
- Вторжение: Битва за рай / Tomorrow, When the War Began (сценарист и режиссёр) (2010)
- Я, Франкенштейн / I, Frankenstein (сценарист и режиссёр) (2013)[1][2][3]
- Пираты Карибского моря: Мертвецы не рассказывают сказки / Pirates of the Caribbean: Dead Men Tell No Tales (2017)
- 3001: Последняя одиссея / 3001: The Final Odyssey (сценарист и исполнительный продюсер)[4]